# Paska Elemér
Paska Elemér (Bácsföldvár, 1934 – 2001) magyar katona, az 1956-os forradalom szabadságharcosa, kétszeres halálraítélt.
Életsorsa a forradalom éveinek zűrzavarát példázza: előbb érdemérmet kapott a forradalom leveréséért, majd halálra ítélték a forradalomban való részvételéért.

## Élete
Félárva volt, édesanyja, Blazsonyik Etel, két testvérével együtt nevelte Dunaszekcsőn nagy szegénységben. A hadsereg sorállományú tizedeseként 1956 júliusában jelentkezett továbbszolgálatra, mivel a maradóknak lakást ígértek.

### 1956-ban és 1957-ben
1956. október 23-án az esztergomi 7. gépesített hadosztály katonájaként Budapestre vezényelték. November 2-án a légvédelmi üteget, ahol szolgált, a Soroksár és Pestszenterzsébet határán lévő Juta-dombra küldték, azzal a feladattal, hogy akadályozzák meg a felkelők (és az ekkor az ígéretek szerint már távozó) szovjet csapatok közti esetleges összetűzéseket.
November 4-éig nem keveredtek harcba, ezen a napon azonban megindult a szovjet hadsereg offenzívája. Reggel kilenc óra felé Tököl felől páncélozott járművekkel, teher- és személyautókkal szovjetek és velük szövetséges magyar ÁVH-sok vonultak állásaik felé. Paska Elemér 1992-ben a Mérték című folyóiratnak azt mondta: a szovjetek kezdtek el lőni, és erre néhány perces nagyon heves tüzérségi harc kezdődött, amely számos áldozattal járt. (Más forrás szerint a felkelők lőttek először. )
A szovjet bevonulás után hazatért Dunaszekcsőre, de december 15-én parancsot kapott, hogy jelentkezzék egységénél Esztergomban. 1957. április 15-én Kalocsára vezényelték, ahol az ezred 2. zászlóalja páncéltörő ütegének szolgálatvezetője lett.
A Hodosán Imre vezette ezred 1956 végén karhatalmi feladatokkal részt vett Budapesten a forradalom végleges elfojtásában, később átkeresztelték 37. Budapesti Forradalmi Ezrednek, tisztjei és tiszthelyettesei pedig 1957. július 29-én mind megkapták a Munkás-paraszt Hatalomért emlékérmet. Köztük Paska is, holott – mint elmondta – a karhatalmi akciók idején vagy otthon volt, vagy az esztergomi laktanyában.

### A Juta-dombiak pere
A Juta-dombnál zajlott összecsapás résztvevőinek perébe először tanúnak idézték, de az elsőfokú tárgyaláson letartóztatták és halálra ítélték. Az ügyben 11 halálos ítéletet szabtak ki, ugyanannyit, mint ahány szovjet katona és ÁVH-s a Juta-dombnál elesett. 1958. november 14-én Paskát másodfokon is halálra ítélték "a népi demokratikus államrend megdöntésére irányuló mozgalomban való tevékeny részvétel bűntette, többrendbeli gyilkosság bűntette, valamint többrendbeli gyilkosság kísérlete miatt".
November 15-én hét vádlottat kivégeztek, három elítélt büntetését azonban életfogytiglani börtönre változtatták. (A 11. halálraítélt, Molnár Géza ekkor már külföldön tartózkodott).  Az 1963-as, politikai elítéltekre vonatkozó amnesztiával sem szabadultak, a köztörvényes bűnözők közé sorolták őket. Paska Elemér csak 1970. március 25-én került szabadlábra.

### A szabadulás után
Szabadulása után a börtönben kitanult asztalos szakmát hasznosította, a mohácsi székgyárban helyezkedett el. Szívkoszorúér betegség miatt korán rokkantnyugdíjba kényszerült.
A kommunista rendszer bukása előtt nyugdíjkiegészítésért folyamodott, ami a forradalom idején a Kádár oldalán harcolóknak járt, és meg is kapta, pedig tárgyalásán Mátyás Miklós hadbíró rendfokozatával együtt a Munkás-Paraszt Hatalomért Érdemérmet is visszavonta. "Ők odacsaptak nekem, én meg becsaptam őket. Egyébként nem vagyok se hős, se pufajkás. Kegyelmes úr vagyok, mint minden halálraítélt, akit valamiért mégis élni hagytak" – mondta a Mérték újságírójának.
A pénzt csak néhány hónapig kapta, mert megváltozott a rendszer. A POFOSZ Baranya megyei szervezet azonban már az 1990-es évek elején kizárta tagjai közül, amikor tudomásukra jutott az ügy, Paskát "kaméleonnak" bélyegezték, megfosztva az erkölcsi jóvátételtől is.
Paska Elemér további sorsáról nincs forrás.